# Văleni-Dâmbovița
Văleni-Dâmbovița es una comuna ubicada en el distrito de Dâmbovița, Rumania.

## Superficie
Posee una superficie de 27,89 kilómetros cuadrados.

## Demografía
Hasta 2021 la población era de 2420 habitantes, con una densidad de población de 86,77 habitantes por kilómetro cuadrado.